# Castañares de Rioja
Castañares de Rioja tỉnh và cộng đồng tự trị La Rioja, phía bắc Tây Ban Nha. Đô thị này có diện tích là 10,91 ki-lô-mét vuông, dân số năm 2009 là 392 người với mật độ 35,93 người/km². Đô thị này có cự ly 52 km so với Logroño.